# Мечтая об Аргентине
«Мечтая об Аргентине» (англ. Imagining Argentina) — фильм режиссёра Кристофера Хэмптона. Историческая драма о событиях «грязной войны» — волны репрессий военно-политических режимов Аргентины конца 1970 — начала 1980-х годов.

## Сюжет
События развиваются в 1976 году в Аргентине. У власти кровавая диктатура. Разыскивая свою жену-журналистку, арестованную спецслужбами, Карлос Руэда внезапно обнаруживает в себе необычную способность видеть, что происходит с людьми, попавшими в тюрьмы.

## В ролях
| Актёр                | Роль           |
| -------------------- | -------------- |
| Антонио Бандерас     | Карлос Руэда   |
| Эмма Томпсон         | Сесилия Руэда  |
| Летисия Долера       | Тереза Руэда   |
| Мария Кэнелс-Баррера | Эсме Паломарес |
| Рубен Блейдс         | Сильвио Айала  |